# Dynamine persis
Dynamine persis är en fjärilsart som beskrevs av William Chapman Hewitson 1859. Dynamine persis ingår i släktet Dynamine och familjen praktfjärilar. Inga underarter finns listade i Catalogue of Life.

## Bildgalleri

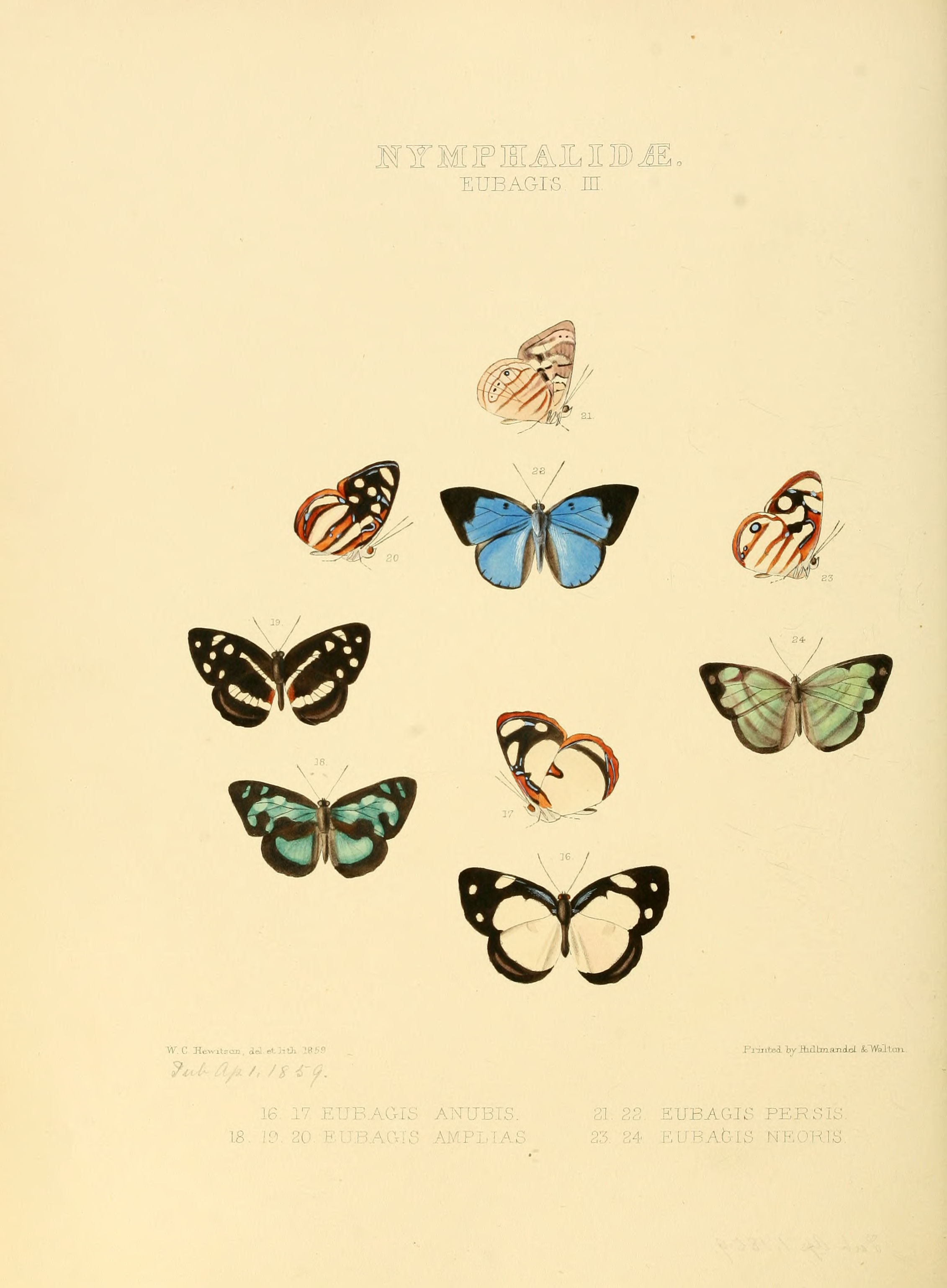